# 卡捷里尼夫卡 (巴什坦卡區)
47°24′24″N 32°10′49″E / 47.40667°N 32.18028°E
卡捷里尼夫卡（烏克蘭語：Катеринівка），是烏克蘭的村落，位於該國南部尼古拉耶夫州，由巴什坦卡區負責管轄，始建於1809年，面積0.35平方公里，海拔高度32米，2001年人口56，人口密度每平方公里160人。